# Mirko Ivanovski
Mirko Ivanovski (cirill betűkkel: Мирко Ивановски ; Bitola, 1989. október 31. –) macedón válogatott labdarúgó, a Dinamo București játékosa.

## Góljai a macedón válogatottban
| #  | Dátum               | Ellenfél | Eredmény | Kiírás       | Esemény |
| -- | ------------------- | -------- | -------- | ------------ | ------- |
| 1. | 2011. szeptember 6. | Andorra  | 1 – 0    | Eb-selejtező | 59'     |

## Sikerei, díjai
FK Makedonija Gjorcse Petrov
- Macedón labdarúgó-bajnokság: 2008–09

 FC Astra Giurgiu
- Román labdarúgókupa: 2013–14

 Videoton FC
- Magyar labdarúgó-bajnokság: 2014–15